# Universidad de Saná
La Universidad de Saná (en árabe: جامعة صنعــاء) fue establecida en 1970 como la primera y principal universidad en la República Árabe de Yemen (Yemen del Norte), ahora la República de Yemen (véase también Aden Universidad). Se encuentra en Saná, la capital de Yemen, y se organiza actualmente con 17 facultades. Anteriormente, la universidad se encontraba en 15°20′53.16″N 44°11′26.83″E / 15.3481000, 44.1907861.

## Perfil
Cuando la Universidad de Saná se estableció por primera vez, sólo incluía dos facultades, la Facultad de Sharia y Derecho, y la Facultad de Educación, que también incluía las especialidades de las Facultades de Artes, Ciencias y Educación. En 1974, las especialidades se habían ido desarrollado y se formaron 3 nuevas facultades: la Facultad de Artes de la Facultad de Ciencias y la Facultad de Educación. Además, la Facultad de Sharia y Derecho celebró el lanzamiento del Departamento de Negocios, que se convirtió en una facultad independiente un año más tarde. En ese momento, la universidad incluyó 5 facultades y una expansión continua hasta que se incluyen el resto de las otras especialidades. En el año 2000, la universidad incluyó 17 facultades, de los cuales diez de Saná incluyeron todo tipo de especialidades académicas, y el resto se distribuyeron en las diferentes provincias del país.

## Misiones y Objetivos
La Universidad de Saná tiene como principal objetivo a cumplir sus obligaciones y responsabilidades con sus estudiantes; construyendo generaciones educadas que contribuirían positivamente a la sociedad y servirían a la comunidad para mejorar la educación superior en Yemen.

## Facultades
La universidad cuenta con 17 facultades: 
- Facultad de Ingeniería
- Facultad de Tecnología de Información y Computación
- Facultad de Comercio y Economía
- Facultad de Medicina
- Facultad de Odontología
- Facultad de Farmacia
- Facultad de Ciencias
- Facultad de Agronomía
- Facultad de Derecho y Legislación
- Facultad de Educación
- Facultad de Arte
- Facultad de Lenguas - ru
- Facultad de publicación
- Facultad de Educación - Mahout
- Facultad de Educación - Khaulan
- Facultad de Educación - Marib
- Facultad de Educación - Deportes

## Profesores Notables
- Nasser al-Aulaqi, ministro de Agricultura yemenita, presidente de la Universidad de Saná, y padre de Anwar al-Awlaki.[1][2][3][4][5]